# حادث قطار سيدي بوقنادل 2018
في 16 أكتوبر 2018، وقع حادث قطار سيدي بوقنادل بالقرب من مدينة سيدي بوقنادل في المغرب مما أسفر عن مقتل 7 على الأقل وإصابة 125 آخرين على الأقل.

## الحادثة
في تمام الساعة 9:20 بالتوقيت المحلي (بالتوقيت العالمي المنسق + 1)، خرج قطار محلي رقم 9 تابع للمكتب الوطني للسكك الحديدية عن القضبان ليصطدم بجسر بالقرب المحطة.

## الضحايا
بعد مرور فترة قصيرة من الحادث، تم الإعلان عن مقتل 7 ضحايا على الفور وإصابة 80 آخرين على الأقل.

## التحقيق
بعد بضع ساعات من الحادث، أصدر القصر الملكي بيانا يعلن فيه فتح التحقيق في سبب الحادث.

## التفاعل
تعليقا على الحادثة، أعرب العديد من المغاربة عن غضبهم تجاه المشغل الوطني المكتب الوطني للسكك الحديدية وحملة عبر الإنترنت مع هاشتاج #Baraka.

## وصلات خارجية
- حادث قطار سيدي بوقنادل.
- تبعات حادث القطار.
- تعليق الحكومة على الحادثة.